# Alfonso Cabeza
Alfonso Cabeza Borque (Bubierca, 9 de noviembre de 1939) es un médico español, presidente del Atlético de Madrid entre los años 1980 y 1982.

## Biografía
Nació en Bubierca (Zaragoza) el 9 de noviembre de 1939. Tras doctorarse en Medicina, ejerció como forense y fue director de los hospitales de La Paz y 12 de octubre, ambos de Madrid.
El 24 de julio de 1980 fue elegido presidente del Club Atlético de Madrid, al vencer en las elecciones convocadas tras la dimisión, presentada un mes antes, de Vicente Calderón, que había dirigido el club desde 1964. Cabeza fue el único candidato que reunió las firmas que se le exigían para hacer firme su candidatura.
La suya fue una presidencia marcada por la polémica, en la que llegó incluso a ser sancionado por sus declaraciones a la prensa sobre la Federación y los arbitrajes un mes en marzo de 1981 y durante dieciséis meses por el Comité de Competición de la Real Federación Española de Fútbol en marzo de 1982, lo que poco después desembocaría en su dimisión como Presidente.
Se trató de un personaje muy mediático, que publicó un libro sobre su gestión ("Yo Cabeza", 1981) y tuvo un programa de radio de madrugada en la Cadena SER, además de aparecer como colaborador en diversos programas de televisión.
En su primera temporada, 1980/1981, el Atlético de Madrid estuvo entrenado por José Luis García Traid, al que fichó procedente de la Unión Deportiva Salamanca. El equipo quedó clasificado en tercera posición, mejorando notablemente el décimo segundo puesto del año anterior, y a solo tres puntos del campeón de liga, la Real Sociedad. Aunque se clasificó para la Copa de la UEFA, la satisfacción no fue total, puesto que hasta unas jornadas del final el equipo se mantenía como líder, con un cómodo colchón de puntos que dilapidó al final, con polémicos arbitrajes que se achacaron a las continuas críticas del doctor Cabeza.
Para su segunda temporada (1981/1982), fichó al delantero mexicano Hugo Sánchez y colocó a Luis Cid "Carriega" como entrenador, al que sustituiría en la jornada 12 nuevamente por José Luis García Traid. El Boavista portugués eliminó al Atleti de la UEFA, y en la Liga quedó clasificado en octava posición con 34 puntos, no optando a competiciones europeas para el año siguiente.